# 태풍 카르멘 (1978년)
1978년 제11호 태풍 카르멘 (CARMEN) 은 1978년의 유일한 한반도 상륙 태풍이다. 이 태풍에 동반된 호우와 강풍으로 인해 전국적으로 33명의 사망·실종자가 집계되었다.

## 주요 관측값

### 최저해면기압
- 제주 986.4hPa
- 서귀포 991.3hPa
- 목포 994.1hPa
- 광주 994.7hPa

### 최대풍속
- 통영 20.0m/s
- 목포 19.5m/s
- 서귀포 19.0m/s
- 남해 18.5m/s
- 부산 18.3m/s
- 제주 16.0m/s
- 군산 16.0m/s

### 최대순간풍속
- 제주 33.0m/s
- 서귀포 32.5m/s
- 통영 27.1m/s
- 목포 26.5m/s
- 여수 26.3m/s
- 군산 22.5m/s
- 부산 22.1m/s

### 일최다강수량
- 남원 183.5mm
- 정읍 145.0mm
- 광주 141.9mm
- 산청 128.0mm
- 제천 122.3mm

### 1시간최다강수량
- 남원 39.0mm
- 제천 36.5mm
- 광주 36.5mm
- 서산 36.5mm

### 총 강수량 (8월 18~20일)
- 정읍 341.5mm
- 남원 323.8mm
- 광주 301.7mm
- 제천 291.0mm
- 전주 251.9mm

## 같이 보기
- 1978년 태풍